# Nowogród Bobrzański (gmina)
Pour les articles homonymes, voir Nowogród Bobrzański.
La gmina de Nowogród Bobrzański est une gmina urbaine-rurale (gmina miejsko-wiejska) ou mixte de la powiat de Zielona Góra, dans la Voïvodie de Lubusz, dans l'ouest de la Pologne.
Son siège administratif (chef-lieu) est la ville de Nowogród Bobrzański qui se situe à environ 25 kilomètres au sud-ouest de Zielona Góra (siège de la powiat et de la diétine régionale).
La gmina couvre une superficie de 259,41 kilomètres carrés pour une population de 9 448 habitants en 2016.

## Histoire
De 1975 à 1998, la gmina est attachée administrativement à la voïvodie de Zielona Góra.

Depuis 1999, elle fait partie de la voïvodie de Lubusz.

## Géographie
Outre la ville de Nowogród Bobrzański, la gmina inclut les villages et localités de :

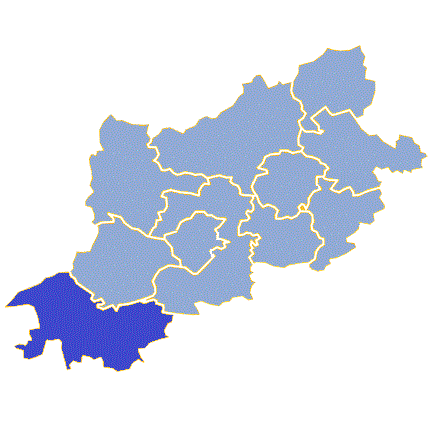
Plan de la gmina

- Białowice
- Bogaczów
- Cieszów
- Dobroszów Mały
- Dobroszów Wielki
- Drągowina
- Kaczenice
- Kamionka
- Klępina
- Kotowice
- Krzewiny
- Krzywa
- Krzywaniec
- Łagoda
- Niwiska
- Pajęczno
- Pielice
- Pierzwin
- Podgórzyce,
- Popowice
- Przybymierz
- Skibice
- Sobolice
- Sterków
- Turów
- Urzuty
- Wysoka

### Gminy voisines
La gmina de Nowogród Bobrzański est voisine des gminy suivantes :
- Bobrowice
- Brzeźnica
- Dąbie
- Jasień
- Kożuchów
- Lubsko
- Świdnica
- Żagań
- Żary
- Zielona Góra

## Structure du terrain
D'après les données de 2002, la superficie de la commune de Nowogród Bobrzański est de 259,41 kilomètres carrés, répartis comme telle :
- terres agricoles : 30 %
- forêts : 59 %

La commune représente 16,52 % de la superficie du powiat.

## Démographie
Données du 31 décembre 2011:
| Description        | Total  | Total | Femmes | Femmes | Hommes | Hommes |
| ------------------ | ------ | ----- | ------ | ------ | ------ | ------ |
| Unité              | Nombre | %     | Nombre | %      | Nombre | %      |
| Population         | 9 299  | 100   | 4 701  | 50,6   | 4 598  | 49,4   |
| Densité (hab./km²) | 35,8   | 35,8  | 18,1   | 18,1   | 17,7   | 17,7   |